# Rolf Jährling
Rolf Jährling (* 27. Oktober 1913 in Hamburg; † 5. Juli 1991 in Weidingen; vollständiger Name: Rudolf Wolfgang Jährling) war ein deutscher Architekt, Galerist und einer der ersten Förderer der rheinischen Avantgarde. 1949 gründete er in Wuppertal die Galerie Parnass, die mit der Galerie Schmela und der Galerie 22 in Düsseldorf sowie der Galerie Der Spiegel in Köln zu den wagemutigsten Galerien im Nachkriegsdeutschland zählte und in der Anfangszeit eng mit den Künstlerbewegungen Informel verbunden war.

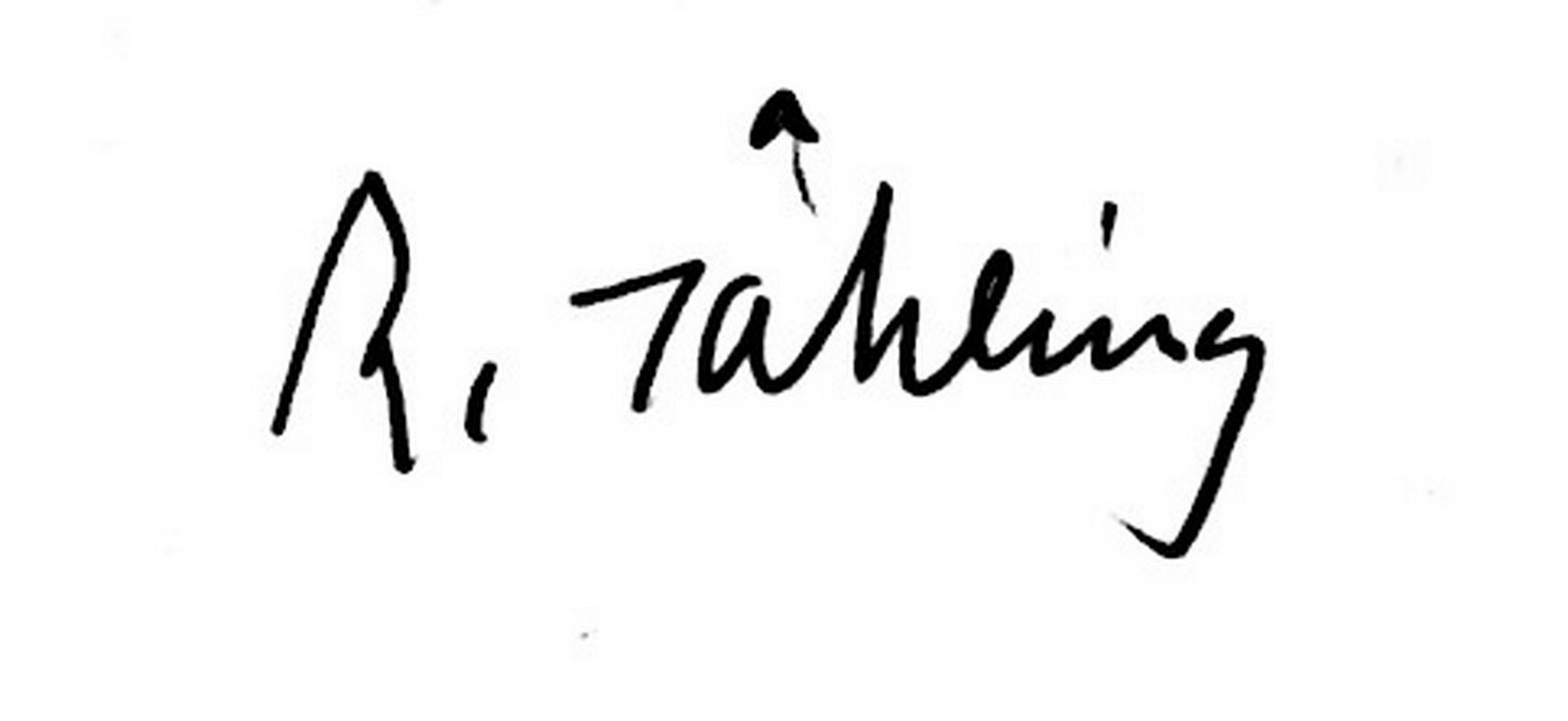
Unterschrift von Rolf Jährling (1958)

Die Galerie Parnass auf der Moltkestraße 67 in Wuppertal-Elberfeld, Sitz der Galerie von 1961 bis 1965, war Ort der ersten Happening- und Fluxus-Veranstaltungen auf deutschem Boden. Sie schrieb mit ihren spektakulären Medienkunst-Ereignissen und Ausstellungen während der beginnenden 1960er Jahre internationale Kunstgeschichte. In Nam June Paiks Einzelausstellung Exposition of Music – Electronic Television wurden 1963 die ersten Video-Objekte gezeigt, und beim 24-Stunden-Happening von 1965 erregten die Auftritte der nur mit einer durchsichtigen Cellophanfolie bekleideten Paik-Muse und Fluxus-Cellistin Charlotte Moorman großes Aufsehen.

## Leben und Wirken

### Vom Architekten zum Galeristen
Rudolf Jährling wurde als Sohn des Lehrers Bruno Ferdinand Jährling in Hamburg geboren. Schon während seiner Schulzeit bewunderte er Walter Gropius und Le Corbusier. Nach dem Besuch der Realschule in Hamburg machte er 1933 sein Abitur an der Dürerschule in Dresden. Von 1933 bis 1935 studierte Jährling Architektur an der Technischen Hochschule Dresden, von 1935 bis 1936 an der Technischen Hochschule in Stuttgart."Die Hochschulen wurden nationalsozialistisch indoktriniert, was auf dem Sektor Architektur zur Folge hatte, daß jeder Fortschritt verpönt war. Wir entwarfen Häuser mit Strohdach und zeichneten Fachwerk. Ein eventueller Krieg wurde auch geprobt; so mußten wir eine unterirdische Fabrik konzipieren und obendrauf ein Dorf, das so aussehen sollte, als stünde es seit 200 Jahren dort. Nach einigen Semestern konnte ich zum Glück bei Professor Heinrich Tessenow an der Technischen Hochschule in Berlin weiter studieren. Er war der Lehrer von Albert Speer gewesen, und wir wußten, daß Speer seitdem einen Spitzel in der Akademie unterhielt. Ihm war nicht verborgen geblieben, daß Tessenow dem NS-Staat kritisch gegenüberstand, ebenso wie der entsprechend antiquierten Bauweise." 1937 besuchte Jährling zunächst die Weltausstellung in Paris, wo er zum ersten Mal ein Bild von Pablo Picasso – das für den spanischen Pavillon geschaffene Gemälde Guernica – sowie Werke von Joan Miró sah. Der Besuch der nationalsozialistischen Propaganda-Ausstellung Entartete Kunst in München im selben Jahr brachte ihn noch vor Ausbruch des Zweiten Weltkriegs mit der modernen Kunst in Berührung. 1939 schloss er das Studium als Diplom-Ingenieur ab. Danach war er in Berlin als Architekt mit dem Bau der Reichsautobahn beschäftigt, wurde 1941 als Pionier in die Armee einberufen und war in Russland und Südfrankreich im Einsatz. 1944 geriet er in Frankreich in amerikanische Kriegsgefangenschaft, aus der er 1946 entlassen wurde.

### Galerie Parnass 1949–1965
Nach seiner Entlassung aus der Kriegsgefangenschaft zog Rolf Jährling im September 1946 nach Wuppertal Er fand dort einen Architekten, der dem Bauhaus nahestand, entwarf für einen anthroposophisch orientierten Fabrikanten eine Fabrik und ließ sich später als freiberuflicher Architekt nieder.
Das Interesse an der modernen Kunst hatte er dem 1902 in Berlin geborenen Architekten Heinz Rasch, einem Mitarbeiter von Kurt Herberts, zu verdanken, der 1945 am Döppersberg 24 das „Studio für Neue Kunst“ eingerichtet hatte, wo bis 1953 rund 120 Einzelausstellungen lebender Künstler und Architekten gezeigt wurden. Die erste Nachkriegsweihnacht verbrachte Jährling mit dem Architekten und Maler Franz Krause in einem möblierten Zimmer eines dreistöckigen Hauses. Ein Freund, der Attaché an der Botschaft in Athen war, taufte sein Zimmer „Parnass drei Stockwerke hoch“, womit der Name seiner Galerie, der aber auch einen Bezug zum Pariser Montparnasse hat, geboren wurde.

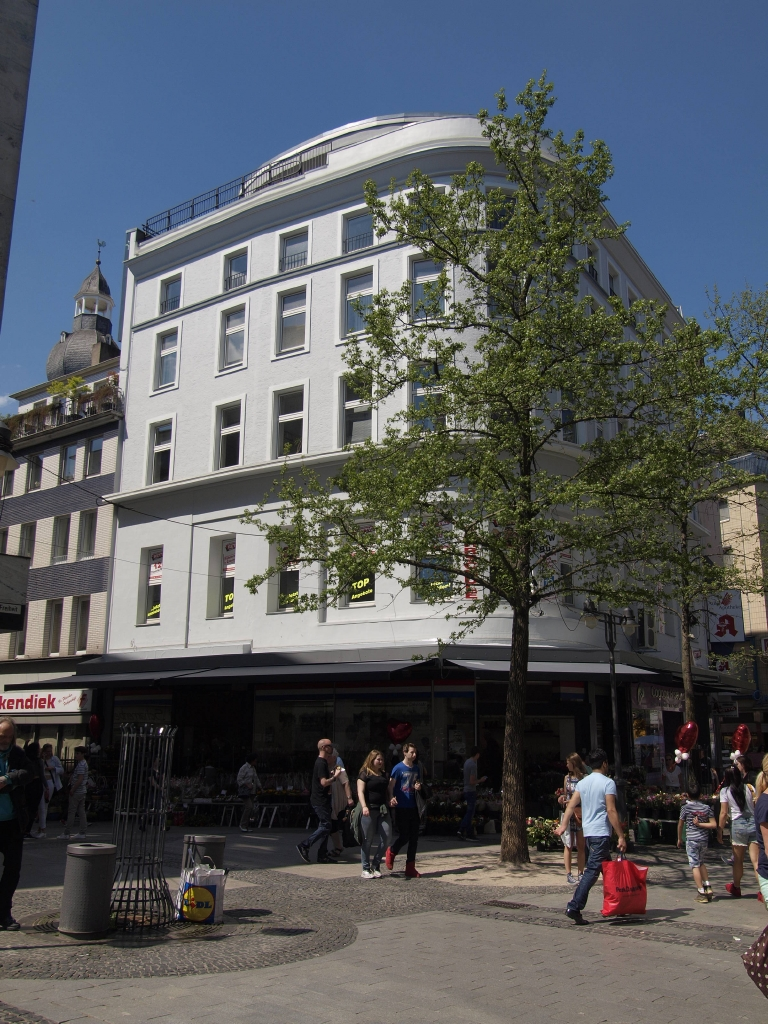
Alte Freiheit Nr. 16/18 in Wuppertal-Elberfeld mit dem abgerundeten Penthouse

Im Januar 1949 gründete Jährling in seinem Architekturbüro In der Aue 30 a unter dem Dach eines halbzerstörten Lagerhauses die Galerie Parnass, deren Spektrum von Architektur, Plastik, Bühnenkunst, Fotografie bis hin zu Vorträgen, Diskussionen, Happenings und Musikvorführungen reichte. und setze sich für Künstlerinnen wie Helen Ashbee, Elfriede Luthe, Paula Modersohn-Becker, Claire Falkenstein, Lil Picard und Nele ein. Im gleichen Jahr hatte er Gelegenheit, ein Geschäftshaus mitten in der Stadt, in den Trümmern, zu bauen. Obendrauf konnte er für sich ein Penthouse setzen. In dieses Haus an der Alten Freiheit 16–18 zog er 1950 mit der Galerie um. Das wohl erste Penthouse in Deutschland bot neben einem lichtdurchfluteten Ausstellungs- und Arbeitsraum im obersten Stockwerk eine promenadenartige Dachterrasse und eine eingebaute Studiobühne für verschiedene Inszenierungen. Im April 1950 wurde hier Jean-Paul Sartres Huit Clos (Geschlossene Gesellschaft) in der Regie von Paul Pörtner und im Februar 1952 Jean Cocteaus La voix humaine (Geliebte Stimme) aufgeführt. An der Alten Freiheit lernte Jährling 1954 seine spätere Frau Anneliese (geb. Schu, 1923–2010) kennen, eine promovierte Zahnärztin, die als Besucherin in seine Galerie kam. 1958 eröffnete er Galerieräume an der Gathe 83, zog 1959 mit der Galerie in die Morianstraße 14 und übernahm, als der Sammler Klaus Gebhard 1961 von Wuppertal nach München zog, dessen Villa Moltkestraße 67, wo er seine Galerie bis 1965 weiterführte.

#### Erste Ausstellungen 1949–1956
Bei den ersten Ausstellungen stellte Rudolf Jährling, anfangs im Rahmen von Salonausstellungen, Werke von Künstlern der Klassische Moderne aus, darunter August Macke, Ernst Ludwig Kirchner, Gerhard Marcks, Oskar Schlemmer, Jean Cocteau, Paul Klee, Max Beckmann, Otto Dix und Lovis Corinth, gefolgt von Bildhauern und Malern seiner Generation. Das Ausstellungsprogramm zeigte abstrakte Kunst, insbesondere des Tachismus, der französischen École de Paris und des deutschen Informel. Wichtige Vertreter wie Francis Bott, Peter Brüning, Rolf Cavael, Karl Fred Dahmen, Albert Fürst, Hans Hartung, Gerhard Hoehme, Heinz Kreutz, André Lanskoy, Bernard Schultze, Emil Schumacher, Jaroslaw Serpan, Heinz Trökes, François Willi Wendt und WOLS sowie der Bildhauer Norbert Kricke stellten ab 1951 in der Galerie Parnass aus. Die Ausstellungen wurden stets von namhaften Kunstkritikern und -theoretikern eröffnet, darunter Pierre Restany, Franz Roh, Albert Schulze-Vellinghausen, John Anthony Thwaites, Eduard Trier oder der Düsseldorfer Galerist Jean-Pierre Wilhelm. 1951 fand in der Galerie Parnass die erste Le-Corbusier-Ausstellung in Deutschland statt und im darauf folgenden Jahr widmete Jährling dem Architekten Ludwig Mies van der Rohe eine Architektur-Ausstellung.
1952 reiste Jährling nach Paris, um den Kunsthändler Aimé Maeght, dessen Galerie den Künstler Alexander Calder vertrat, zu treffen und ihm über seine Pläne für eine Ausstellung mit Werken Calders, dessen „Mobiles“ er aus einem alten Life-Magazin während seiner Kriegsgefangenschaft kennengelernt hatte, zu unterrichten. Maeght, gar nicht begeistert, fragte den ihm unbekannten Wuppertaler Galeristen, wie viel Geld er denn für die Ausstellung hinterlegen wolle, woraufhin Jährling ihm sagte, dass er kein Geld zur Verfügung habe, und Maeght daraufhin antwortete, dass dann daraus wohl nichts werden würde. Calder, der davon hörte, machte einen Riesenkrach und sorgte dafür, dass Jährling 16 „Mobiles“ aus Paris bekam, infolgedessen Rolf Jährling am 5. Juni 1952 die erste Einzelausstellung von Alexander Calder in Deutschland in den Räumen der Galerie Parnass eröffnen konnte. Ein Jahr später lernten sie sich bei den Darmstädter Gesprächen persönlich kennen, und Calder bat ihn, nach Roxbury in die USA, wo Calder mit Familie lebte, zu kommen. Das drei Monate dauernde Reiseprogramm wurde von Calder zusammengestellt, das Jährling unter anderem nutzte, um die US-amerikanische Architektur zu besichtigen.
Mit der Hilfe von Wilhelm, der die Galerie 22 leitete, fand 1956 die Ausstellung Poème Objet statt. Sie enthielt Werke von etwa fünfzig Künstlern aus Deutschland und Frankreich. Diese Ausstellung der Galerie Parnass wurde zum ersten Brückenschlag von den der informellen Kunst zugrundeliegenden, abstrakten und surrealistischen Wurzeln, von Künstlern wie Hans Arp, Max Ernst und Raoul Ubac bis hin zur zeitgenössischen Avantgarde wie Peter Brüning, Albert Fürst, Winfred Gaul, Karl Otto Götz und Gerhard Hoehme.

#### Kleines Sommerfest – Après John Cage 1962

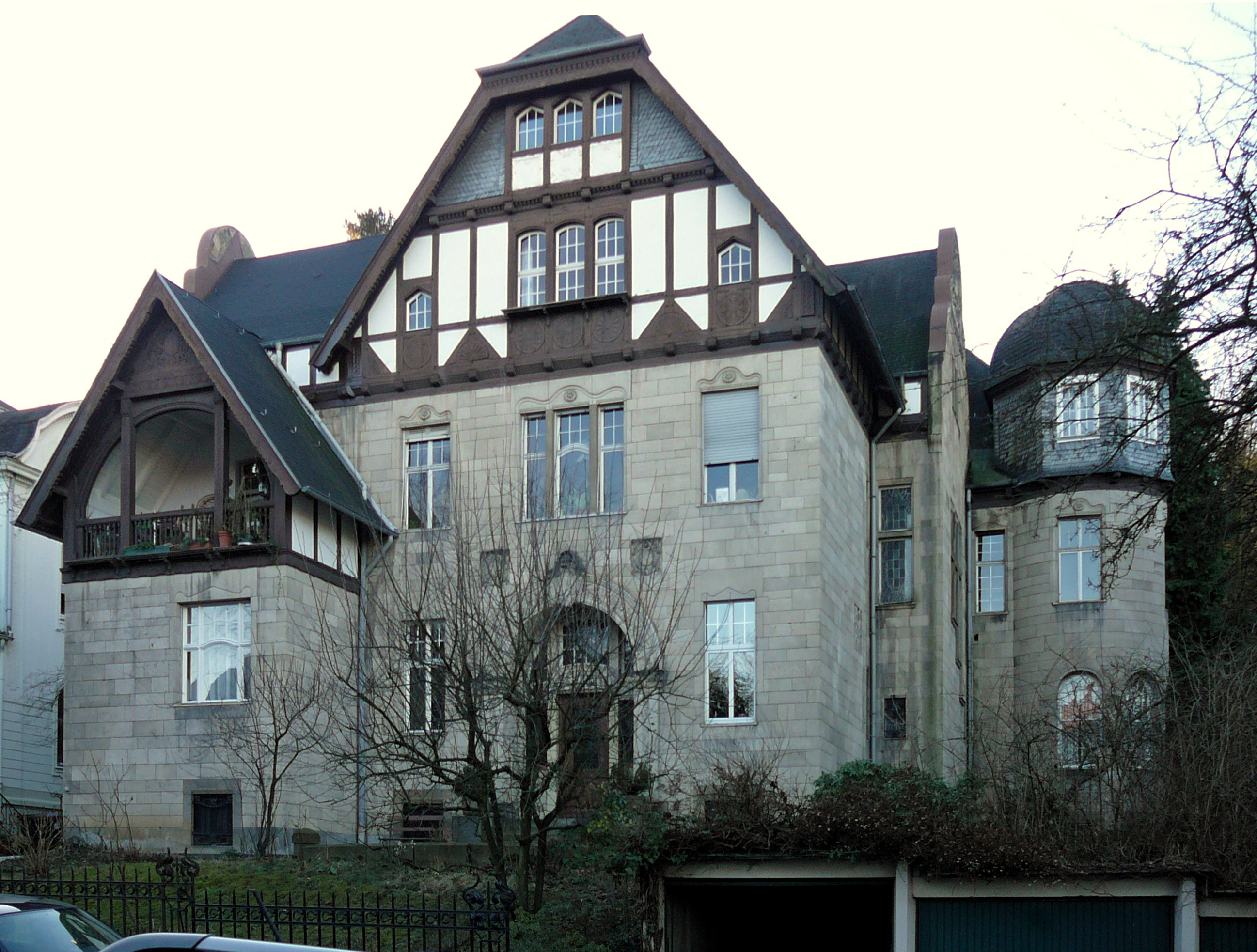
Moltkestraße 67 in Wuppertal-Elberfeld (2008)

Die stattliche Jugendstil-Villa des Sammlers Klaus Gebhard in der Moltkestraße 67 in Wuppertal-Elberfeld, die Rolf und Anneliese Jährling im Dezember 1961 bezogen, bot Platz für das Architekturbüro, die Galerie und eine Privatwohnung. Vermieter war der damalige Oberbürgermeister Heinz Frowein, der im Haus nebenan wohnte. Mit ihren geräumigen Zimmern vom Keller bis zum Speicher bildete die Villa den Ort für die ersten Prä-Fluxus-Veranstaltungen in Deutschland. Anlässlich der Eröffnung einer Ausstellung von verschiedenen Bildhauern und Malern wurde am 9. Juni 1962 das Kleine Sommerfest – Après John Cage eröffnet, das zum Beginn für weitere Fluxus-Aktionen in der Galerie Parnass wurde.
Die Idee zu diesem Sommerfest ging auf Jean Pierre Wilhelm von der Düsseldorfer Galerie 22 und Nam June Paik zurück, den Jährling ein Jahr zuvor bei Mary Bauermeister und Karlheinz Stockhausen in Köln kennengelernt hatte, wo Paik an dem Musiktheater Originale von Stockhausen mitwirkte. Etwa 100 Gäste nahmen teil. Aufgeführt wurden Konzert-Stücke von George Maciunas und Benjamin Patterson, zu denen Carlheinz Caspari, Jed Curtis, George Maciunas, Nam June Paik und Benjamin Patterson als Akteure auftraten. Auf den Treppenstufen der Eingangshalle der Villa waren ein Notenpult, Papierröhren, Kinderflöten und ein Kontrabass aufgebaut. Patterson spielte zum Beispiel das Stück Variationen für Kontrabass, indem er – so die Schilderung eines anwesenden Zeitungsreporters 1962 – „mit einem Bogen streicht, mit zwei Bogen streicht, ein Abschleppseil unter den Saiten durchzieht, mit Messer und Gabel, mit Hammer und Blechfolie Geräusche zustande bringt, dabei auch mal das Instrument auf den Kopf, mal sich am Boden neben das Instrument legt“, wobei Caspari, Regisseur am Theater am Dom, den Text Neo-Dada in den Vereinigten Staaten von Maciunas verlas, der als Vorab-Manifest von Fluxus gilt. Unter den Fluxus-Veranstaltungen nimmt dieses Konzert eine Schlüsselposition ein, da es der erste öffentliche Auftritt des amerikanischen Fluxus-Gründers George Maciunas in Deutschland war.

#### Exposition of Music – Electronic Television 1963
Exposition of Music – Electronic Television

Nam June Paik, 1963

Fotografie von Manfred Montwé

Die Schaufensterpuppe in der Badewanne

Link zum Bild

(Bitte Urheberrechte beachten)
Im März 1963 fand eine zweite Einzelausstellung in der Galerie Parnass statt, die Jährling dem südkoreanischen Künstler Nam June Paik angeboten hatte. Paik nahm sich zu deren Vorbereitung ein ganzes Jahr Zeit, um zwei Pianos sorgfältig zu präparieren. Die Ausstellung, seine erste eigene, lief unter dem Titel Exposition of Music – Electronic Television. In der Eingangstür der Villa hing ein an Kordeln aufgehängter abgehackter Ochsenkopf, der am Morgen blutfrisch vom Schlachthof angeliefert worden war und laut Paik als Teil eines schamanistischen Rituals zu verstehen gewesen sei, das der Besucher der Ausstellung zu durchlaufen habe. In der Eingangshalle standen vier mit verschiedenen Gebrauchsgegenständen und Stacheldraht präparierte Klaviere, von denen eines – ein Ibach-Piano – völlig unerwartet und überraschend für die Organisatoren und die Besucher der Ausstellung, in einer Piano-Aktion von Joseph Beuys, der, „gekleidet wie ein Pianist in dunkelgraues Flanell, schwarze Fliege und ohne Hut“, mit einer Axt und einem Paar Schuhe am Eröffnungsabend zertrümmert und traktiert worden war.
In der Toilette hing ein umgekehrter Gipskopf, in der Badewanne des Badezimmers lag mit dem Kopf unter Wasser eine Schaufensterpuppe, und in der Diele luden Schallplatten-Schaschliks, Spieße, an denen verschiedene Schallplatten gleichzeitig abgespielt werden konnten, zu musikalischen Experimenten ein, währenddessen „im Heizungskeller blecherne Klangobjekte zu akustischem / interaktivem Handeln aufforderten.“ In einem Fernsehraum befanden sich zwölf von Paik manipulierte Fernseher, die das laufende Fernsehprogramm als verzerrte Bilder, Raster oder Striche wiedergaben. Das Publikum konnte über Fußschalter das Gesehene beeinflussen. Die Störung wurde zum kreativen Element. Beuys erkannte als einer der ersten diese Ausstellung, die in der heutigen kunsthistorischen Forschung als Geburtsstunde der Videokunst gilt, als einen wichtigen Meilenstein für die Kunst und schrieb in einem Brief an Jährling, datiert vom 18. Mai 1963, dass er die „wunderbare Paiksache […] für eine historische Tat halte und wofür“ [er Jährling] „nochmals“ [seinen] „allergrößten Respekt zum Ausdruck bringen möchte.“

#### 9-Nein-Décollagen 1963
9-Nein-Décollagen

Wolf Vostell, 1963

Fotografie

Am Rangierbahnhof Wuppertal-Vohwinkel

Link zum Bild

(Bitte Urheberrechte beachten)
Mit Wolf Vostell, der um 1962 regelmäßig die Ausstellungseröffnungen der Galerie Parnass besuchte, verabredete Rolf Jährling eine Ausstellung seiner Décollagen. Geplant wurde die Ausstellungseröffnung für den 14. September 1963, dabei sollte ein sechsstündiges Happening mit dem Titel 9-Nein-Décollagen stattfinden. Vostell plante, das Happening in Form einer vierstündigen Busreise zu neun verschiedenen Orten in Wuppertal zu veranstalten, und sah einen Einsatz von Polizeibeamten vor, um den vorgesehenen Aufprall zweier Dampflokomotiven auf einen Mercedes-Benz abzusichern.
Zu diesem Vorhaben musste Rolf Jährling seine Kontakte zur Stadt Wuppertal einsetzen und schrieb einen Brief an seinen Rotary-Freund Friedrich Laemmerhold, den Präsidenten der Bundesbahndirektion Wuppertal, der das Happening auf einem stillgelegten Gelände der Deutschen Bundesbahn genehmigte. Da Vostell vorsah, dass alle Kreuzungen nur bei Rotlicht zu überqueren seien, setzte sich Wuppertals Oberbürgermeister Heinz Frowein für eine Begleitung der Bustour durch eine Polizeieskorte ein. Zudem wurden die Teilnehmer des Happenings – die Gäste – in dem Fabrikgebäude einer Weberei in einen spärlich beleuchteten Gitterkäfig gesperrt, ein künstlicher „Wachhund“ simulierte eine bedrohliche Lebenslage. Die Vostell-Ausstellung mit 71 Werken wurde, nachdem die erschöpften Gäste aus ihren Bussen ausgestiegen waren, um 22 Uhr eröffnet. Vostell, der seine Idee der Décollage zur Erinnerung an Auschwitz einsetzte, zeigte unter anderem erstmals seine Installation Zyklus Das schwarze Zimmer aus dem Jahr 1958, einen stockfinsteren Raum, in dem drei seiner Décollage-Assemblagen auf Sockeln platziert waren. Die einzigen Lichtquellen lieferten der am Fuß von Auschwitz-Scheinwerfer 568 angebrachte Scheinwerfer, ein Relikt aus ebendiesem Todeslager, sowie der in Deutscher Ausblick integrierte Fernseher. Treblinka, die dritte Assemblage, zeigte unter anderem einen Teil eines Motorrads, ein Transistorradio und einen Film, der in einer ausgeschlachteten Kamera gefunden worden war.

#### Vorgartenausstellung 1964
Anfang 1964 fragte die Gruppe Kapitalistischer Realismus Jährling, „ob sie mal ihre Sachen zeigen könnten.“ Sie konnten, und wenig später standen die Mitglieder mit einem kleinen Lieferwagen mit Persenning vor der Haustür. Konrad Fischer-Lueg, Gerhard Richter, Sigmar Polke und Manfred Kuttner, damals noch Studenten an der Düsseldorfer Kunstakademie, hatten ihre teils großformatigen Arbeiten an die Hauswand und an die Bäume und Büsche des verschneiten Vorgartens gelehnt.
Ihre eigentliche Ausstellung, unter dem Titel Neue Realisten, erhielten Gerhard Richter, Sigmar Polke und Konrad Lueg, jedoch ohne die Beteiligung von Manfred Kuttner, am 20. November 1964. Die Ausstellung umfasste großformatige Arbeiten wie den Bomber und den Hirsch von Richter, den Tennisspieler von Polke und den Fußballspieler von Konrad Lueg. Richters Arbeit Helen, als Diptychon konzipiert, wurde in einer Fassung gezeigt. Während der Ausstellung erhielt Gerhard Richter einen Auftrag der Sammlerin Fänn Schniewind, ihren Mann zu porträtieren.

#### 24-Stunden-Happening 1965

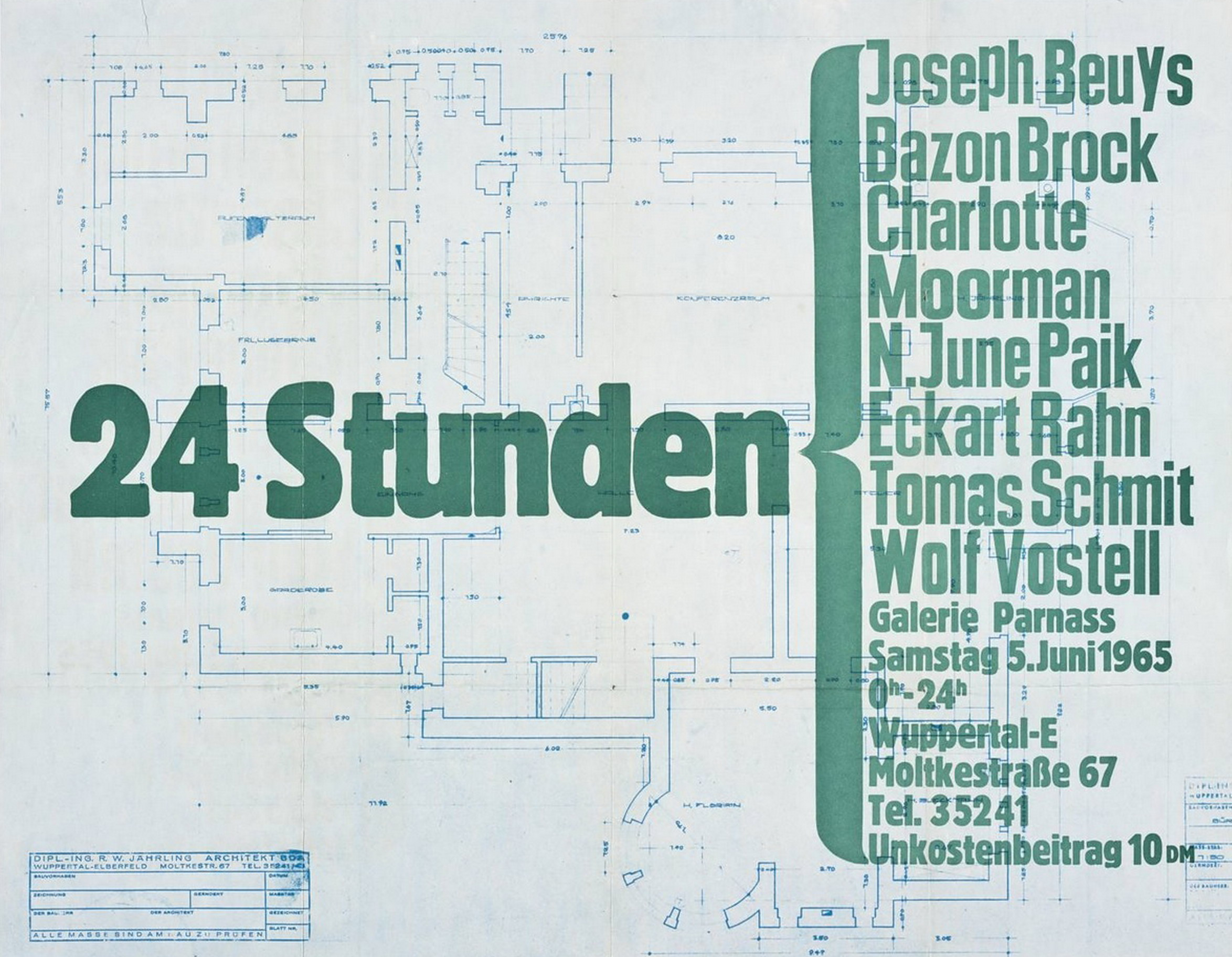
Plakat zum "24-Stunden"-Happening in der Villa in der Moltkestraße 67 in Elberfeld

Am 5. Juni 1965 fand, zu einer ungewöhnlichen Tageszeit, das um 0 Uhr beginnende und um 24 Uhr endende sogenannte 24-Stunden-Happening statt und übertraf an Intensität alle bisherigen Ereignisse der Galerie Parnass. Die Künstler Joseph Beuys, Bazon Brock, Charlotte Moorman, Nam June Paik, Eckart Rahn, Tomas Schmit und Wolf Vostell verteilten sich in die verschiedenen Räume der Villa, deren Grundriss auf dem Veranstaltungsplakat zu sehen ist – überall fanden verschiedene Aktionen statt.
Wolf Vostells Aktion mit dem Titel Die Folgen der Notstandsgesetze bestand darin, dass er auf dem Boden lag und Stecknadeln in die neben ihm verteilt liegenden rohen Fleischstücke und Innereien steckte. Dann setzte er sich mit einer Gasmaske bekleidet in einen Glaskasten mit zerstäubtem Mehl und einem Staubsauger. In einem Käfiggestell aus Holzlatten saßen Studenten der Werkkunstschule Wuppertal, die mit Fleischstücken drapiert waren und an Fleischstücken kauten.
Joseph Beuys führte, als Einziger über die gesamte Länge von 24 Stunden, seine Aktion mit dem Titel und in uns … unter uns … landunter in einem etwa vierzig Quadratmeter großen Raum, „Atelier“ genannt, aus, wobei er mit minimalen Bewegungen auf einer Apfelsinenkiste, die mit einem weißen Wachstuch überzogen war, hockte oder lag. 
24-Stunden-Happening

Joseph Beuys, Wenzel Beuys, 1965

Fotografie von Hanns Sohm

Link zum Bild

(Bitte Urheberrechte beachten)
Zuweilen streckte er sich, ohne die Kiste zu verlassen, nach Objekten aus – unter anderem einem Tonbandgerät, Plattenspieler, Lautsprecher, einer Zinkkiste mit Fett, einem Wecker, zwei Stoppuhren und den kleinen Boxhandschuhen des Sohnes –, die zum Teil außerhalb seiner Reichweite lagen. Immer wieder hielt er seinen Kopf in einer Schwebesituation knapp über einen Fettkeil oder ließ seine Füße knapp über dem Boden schweben und nahm sporadisch einen der beiden von ihm hergestellten zweistieligen Spaten – Gemeinschaftsspaten –, die jeweils in ein Brett gerammt waren, und hielt diesen vor seine Weste.
Bazon Brock, der Literat unter den Aktionisten, stellte unter anderem Alltagsgegenstände, die er im Haushalt der Jährlings gesammelt hatte, als Spuren des Lebens aus und stand kopf vor einer langsam rotierenden Scheibe, hinter der sich eine weitere, feststehende Scheibe befand, in deren Fenster alle 15 Minuten ein neuer Buchstabe erschien und wieder verschwand. Nach Ablauf der 24 Stunden bildeten die Buchstaben den Text „Nach experimentellen Ergebnissen tötet ein Gramm Kobragift 83 Hunde, 715 Ratten, 330 Kaninchen oder 134 Menschen“.
Eckart Rahn musizierte mit Lautsprecher, Mikrofon, monoton gespielter Blockflöte und Kontrabass eine Art Geräuschmusik, und Thomas Schmit hatte in seiner Aktion ohne Publikum 24 Eimer im Kreis aufgestellt und beschäftigte sich damit, das vorhandene Wasser eines Wassereimers so lange umzuschütten, bis das vorhandene Wasser verschwunden war. Die Aktion wurde unterbrochen, sobald Publikum den Raum betrat.
24-Stunden-Happening

Nam June Paik, Charlotte Moorman, 1965

Fotografie von Hanns Sohm

Staatsgalerie Stuttgart

Link zum Bild

(Bitte Urheberrechte beachten)
Größtes Aufsehen erzeugte das Konzert von Nam June Paik und Charlotte Moorman, die Stücke von John Cage, Morton Feldman, La Monte Young und Ludwig van Beethoven spielten. Moorman, die nur mit einem transparenten Cellophankleid bekleidet war und Cello spielte, tauchte ab und an in ein Wasserbad, um klatschnass weiterzuspielen, zerstörte einen Spiegel und strich wie in Trance über ihr Cello, um es im nächsten Moment zu traktieren. Nam June Paik schien währenddessen auf den Tasten seines Klaviers eingeschlafen zu sein. Am nächsten Morgen erlebte sein ferngesteuerter Roboter K-456, eine mannshohe Figur aus Holz und Draht mit weiblichen Merkmalen, auf der Moltkestraße in Robot Opera seinen ersten öffentlichen Auftritt in Europa. Er konnte sprechen, sich fortbewegen, den Kopf schütteln, seine Arme und Hände getrennt und – was Paik besonders wichtig war – seine Brüste einzeln bewegen, sogar verdauen, indem er Bohnen ausschied. Als erster nicht-menschlicher Aktionskünstler sollte er bei allen zukünftigen Straßenaktionen eingesetzt werden.
Am folgenden Tag erschienen Eva und Joseph Beuys, um Rolf und Anneliese Jährling beim Aufräumen der Villa behilflich zu sein. Wolf Vostells Fleischstücke und Innereien, die im Garten herumlagen, wurden vergraben, und Stella Baum gab Jacutin-Fogetten mit, ein Räuchermittel gegen Vorratsschädlinge sowie sonstiges Ungeziefer wie Wanzen und Fliegen in Räumen.
Da Rolf und Anneliese Jährling 1965 beschlossen hatten, mit einem VW-Bus durch Afrika zu reisen, verabschiedeten sie sich mit einem letzten rauschenden Fest und der Ankündigung, in Kenia ein Architekturbüro mit angeschlossener Galerie für europäisch-afrikanischen Kunstaustausch eröffnen zu wollen. Die seit 1949 bestehende Galerie Parnass löste Jährling, nach nunmehr fast 17 Jahren Galerietätigkeit, im September 1965 auf.

#### Publikation „24 Stunden“
Der Galerist Rolf Jährling und Ute Klophaus, die das 24-Stunden-Happening fotografisch dokumentierte, wurden im Anschluss an dieses Happening von den Akteuren zu Mitautoren und Aktionsteilnehmern erklärt. Noch im selben Jahr erschien im Verlag Hansen & Hansen, Itzehoe-Vosskate, das von der Verlegerin Margot Hansen publizierte Buchobjekt 24 Stunden. Es enthält, teilweise auf zwei eingebundenen Leporellos, Fotografien von Ute Klophaus, Aufzeichnungen und Texte der Akteure, wie Das Mittelwort von Rolf Jährling, Charlotte Moormans cello, den Energieplan von Joseph Beuys und Pensée 1965 von Nam June Paik, der darin über Kybernetik und Drogen räsoniert sowie den Sieg der konzeptionellen Kunst über die populäre Massenkunst prophezeit. Bazon Brocks längerer Text über 24 Stunden Wuppertal 5. 6. 65 protokolliert Ereignisse und Empfindungen während der Aktion und bemerkt angesichts der Aufmerksamkeit: „bei Vostell 5 Leute, bei Beuys alle, bei mir keiner.“ Ferner schildert er, wie um die Mittagszeit „bis 13 Uhr“ „Wenzel“, der Sohn von Joseph Beuys, „so sichtbar als einziger“ sich seiner „erzählten Geschichte“ ausliefert. Zudem enthält das Buchobjekt über mehrere Seiten hinweg eine quadratische Ausstanzung im hinteren Teil, in dem ein mit Mehl gefülltes Plastiksäckchen von Wolf Vostell eingeklemmt ist. Entfernt man das Säckchen, so erscheint im nun freien Fenster der Zusatz: „beschäftigen/ sie sich/ 24 stunden/ mit mehl“.

### Afrika und die letzten Jahre
Nachdem Rolf und Anneliese Jährling von 1965 bis 1966 zwölf afrikanische Länder in einem VW-Bus durchreist hatten, arbeitete Jährling in den Jahren 1968 bis 1974 in Addis Abeba als Architekt und „Planning Adviser“ bei der Wirtschaftskommission für Afrika für die Vereinten Nationen. Während dieser Zeit trug er gezielt äthiopische Volksmalerei zusammen. Er kaufte die Werke bei Händlern auf den Märkten, ohne dass es ihm in den meisten Fällen gelang, direkt mit den Künstlern in Kontakt zu treten. Arbeiten aus der Afrika-Sammlung Jährling waren 1979 auf der Ausstellung Moderne Kunst aus Afrika zu sehen, die aus Anlass des Festivals Horizonte – Festival der Weltkulturen bei den Berliner Festspielen erstmals Werke von Künstlern wie Cheri Samba, Twin Seven Seven und anderen zeigte. Der Einband des Romans Die dreizehnte Sonne von Daniachew Worku, erschienen 1981 bei Philipp Reclam jun. in Leipzig, wurde unter Verwendung des Gemäldes Leben und Arbeiten auf dem Lande von Tilahun Mammo aus der Sammlung Jährling gestaltet.
In der gleichen Zeit begann Anneliese Jährling, die durch ihren Mann zur modernen Kunst gekommen war, in Addis Abeba in Häkeltechnik textile Skulpturen verschiedener Größe herzustellen. Im Dezember 1970 widmete das Goethe-Institut in Addis Abeba in seinem Gebäude den Häkelarbeiten eine erste Ausstellung unter dem Titel Tänzer. Die gedruckten Kataloge wurden sämtlich von Anneliese Jährling zugehäkelt.
Nach seiner Rückkehr aus Addis Abeba im Jahre 1975 lebte Rolf Jährling bis zu seinem Tod 1991 zurückgezogen, jedoch mit wachem Interesse für die Kunst, in Weidingen in der Eifel. Anneliese Jährling zog nach dem Tod ihres Ehemanns zu ihrer Familie nach Köln, wo sie am 1. Juni 2010 verstarb. Seit 1994 befindet sich das Archiv der Galerie Parnass in den Beständen des Zentralarchivs des internationalen Kunsthandels.

## Sammlung Rolf und Anneliese Jährling
Mit dem Jahr der Gründung der Galerie Parnass im Jahre 1949 begann auch die Sammlungstätigkeit Rolf Jährlings. Gemeinsam mit seiner Frau Anneliese Jährling wurden Werke von Alexander Calder, Emil Schumacher, Bernard Schultze, Heinz Trökes, Gerhard Hoehme, Peter Brüning, Heinz Kreutz, Raoul Ubac, Wolf Vostell und anderen erworben. Große Teile der Sammlung befinden sich heute im Von der Heydt-Museum in Wuppertal, so das Mobile/Stabile von Calder aus dem Jahr 1952, Schumachers Lichtes Feld von 1955, Schulzes In Memoriam Altdorfer, um 1949 entstanden, die Kleine Hymne an Blau von Hoehme aus dem Jahr 1956, ein Kruzifix von 1946 von Ubac oder Vostells Cobaleleda von 1958. Zudem sammelte das Paar Werke von Werner Schriefers, Johannes Geccelli und Hans Platschek. Die Afrika-Sammlung Jährling, die nach 1965 zusammengetragen wurde, enthielt Werke afrikanischer, vornehmlich äthiopischer Volkskunst.

## Rezeption
Am 31. Mai 1982 fand die Ausstellung „Treffpunkt Parnass Wuppertal 1949–1965“ im Kunst- und Museumsverein Wuppertal im Von der Heydt-Museum statt. Sie war konzipiert als Hommage an die Arbeit der Galerie Parnass; zur Eröffnung erschienen neben vielen Besuchern einige Wegbegleiter, darunter Bazon Brock, Joseph Beuys und Nam June Paik, die schon beim 24-Stunden-Happening dabei gewesen waren.
Im Frühjahr 2009 wiederholte das Von der Heydt-Museum seine Reminiszenz an die Galerie Parnass und würdigte die entscheidenden Impulse der Galerie für die Nachkriegszeit sowie das Engagement von Privatsammlern in der Ausstellung „Privat – Wuppertaler Sammler der Gegenwart“. Ausgestellt waren Werke aus der Sammlung von Rolf und Anneliese Jährling, hinzu kamen die Sammlungen von Stella und Gustav Adolf Baum, die Sammlungen von Jürgen und Hildegard Holze, Bazon Brock sowie von Hans-Georg Lobeck und Christian Boros.

## Werk
Editionen
- Micro-Macro. acht Novographien von Heinz Trökes zu Dichtungen von Alain Bouquet, Galerie Edition Parnass, Wuppertal 1957
- André Frénaud: Die Herberge Im Heiligtum und andere Gedichte, (deutsch von Paul Pörtner), Galerie Parnass, Wuppertal 1959
- Will Grohmann: Alcopley – Voies et Traces No. 5, Galerie Panass, Wuppertal 1961
- Armin Sandig: landstriche & seestücke. oder wie die natur mich nachahmt Fünf Radierungen mit einem Vorwort von Will Grohmann, Galerie Panass, Wuppertal 1962
- Franz Roh: Metamorphosen. Gegenständliche Collagen. Katalog, Galerie Parnass, Wuppertal 1963

Wohnbauten
- 1949: Alte Freiheit 16–18, Wuppertal-Elberfeld; Geschäftshaus mit Penthouse, Sitz der Galerie Parnass von 1950 bis 1958
- 1953/54: Obere Lichtenplatzer Straße 263, Wuppertal-Lichtenplatz; Auftraggeber: Oberbürgermeister Hans Bremme
- 1957: Spessartweg 25, Wuppertal-Küllenhahn; Auftraggeber: Vereinigte Glanzstoff-Fabriken
- 1958: Funckstraße 13, Wuppertal-Brill; Erdgeschoßumgestaltung der 1891/92 von Heinrich Plange erbauten Villa Wolff
- 1960: Wittelsbacherstraße 31 a, Wuppertal-Lichtenplatz; Wohnhaus mit Garage, Auftraggeber: Vereinigte Glanzstoff-Fabriken

Industriebauten und Bürohäuser
- 1958: Hatzfelder Straße 165, Wuppertal-Hatzfeld; Bürohaus, Auftraggeber: Ernst Pott, Maschinenfabrik
- 1960/61: Giebel 30, Beckamp Brotfabrik, Wuppertal-Varresbeck; mit Bürohaus, Werkstätten, Wohnhaus für Gastarbeiter
- 1962: Kolk 29, Autohaus Albert Zeisler, Wuppertal-Vohwinkel; mit 36 Meter Schaufensterfront

## Abbildungen
1. ↑  Alexander Calder: Blick in die Mobile-Ausstellung 1952 (Memento vom 29. Oktober 2013 im Internet Archive), Juni 1952
2. ↑  Wolf Vostell: Deutscher Ausblick aus dem Zyklus Das schwarze Zimmer, 1958–1963
3. ↑  Gerhard Richter: Bomber, 1963
4. ↑  Gerhard Richter: Hirsch, 1963
5. ↑  Konrad Richter-Lueg:  Fußballspieler (Memento vom 29. Oktober 2013 im Internet Archive), 1963
6. ↑  Nam June Paik: K-456, 1965

| Personendaten    | Personendaten                                  |
| ---------------- | ---------------------------------------------- |
| NAME             | Jährling, Rolf                                 |
| ALTERNATIVNAMEN  | Jährling, Rudolf Wolfgang (vollständiger Name) |
| KURZBESCHREIBUNG | deutscher Architekt und Galerist               |
| GEBURTSDATUM     | 27. Oktober 1913                               |
| GEBURTSORT       | Hamburg                                        |
| STERBEDATUM      | 5. Juli 1991                                   |
| STERBEORT        | Weidingen                                      |